# Francisco de Miranda (đô thị), Anzoátegui
Đô thị Francisco de Miranda là một trong 21 đô thị (Municipio) tạo nên bang Anzoátegui của Venezuela, có dân số 42.357 người vào năm 2007 theo Cục thống kê dân số quốc gia Venezuela. Thị xã Pariaguán là thủ phủ đô thị Francisco de Miranda.

## Dân số
Đô thị Anaco có dân số 42.357 vào năm 2007 (tăng từ 36.970 người năm 2000). Dân số chiếm 2,9% tổng dân số bang này. Mật độ dân số 12,8 người trên mỗi dặm Anh vuông hay 7,94 người trên mỗi km².

## Chính quyền
Thị trưởng đô thị Francisco de Miranda là Lorenzo Emilio Rondon, được bầu lại vào ngày 31 tháng 10 năm 2004 với 47% phiếu. Đô thị này được chia thành 5 giáo khu: Capital Francisco de Miranda, Atapirire, Boca del Pao, El Pao, và Múcura (lập ngày 27 tháng 6 năm 1995).